# Сільвіна Москіні
Сільвіна Москіні (ісп. Silvina Moschini; нар. 1972, Асуль (провінція Буенос-Айрес), Аргентина) — аргентинська підприємиця, ділова журналістка та колумністка.

## Життєпис

### Освіта
Москіні має ступінь бакалавра зі зв'язків із громадськістю Університету Аргентини де-ла-Емпреса (Буенос-Айрес, Аргентина), ступінь у галузі маркетингу Університету Нью-Йорка, а також ступінь магістра в галузі зв'язків з громадськістю Г'юстонський університет (Техас). Аспірантура в галузі управління та соціальних мережевих комунікацій Libera Università di Lingue e Comunicazione Університету Бокконі (Мілан, Італія).
У 2012 році Сільвіна Москіні одружилася з підприємцем Олександром Конанихіном, з яким вперше зустрілася за допомогою вебсервісу Match.com.

### Кар'єра
Після роботи в службі протоколу Президента Аргентини, Москіні переїхала до США, де очолила латиноамериканський відділ зв'язків із громадськістю компанії Compaq, яка згодом була придбана Hewlett-Packard. Сільвіна Москіні займала різні посади в компаніях Patagon.com та Grupo Santander Central Hispano, перш ніж стати віцепрезидентом з корпоративних комунікацій Visa International. У 2003 році вона покинула цю посаду і заснувала власне піар-агентство Intuic, у роботі якого наголошується впізнаваність бренду та соціальні мережі.
Сільвіна Москіні є засновницею і головною виконавчою директором Intuic, а також президент KMGi Group та президент TransparentBusiness. Є оглядачкою-колумністкою високотиражної іспанської газети La Vanguardia, де пише про маркетинг та рекламу в Інтернеті.
Москіні багаторазово з'являлася в ефірі телеканалів CNN іспанською мовою та Nuestra Tele Noticias 24 Horas (NTN24) як експертка інтернет-трендів таких як Pinterest, Facebook і Вікіпедія. Сільвіна Москіні висловила думку, що Фонд Вікімедіа повинен розміщувати ненав'язливу рекламу у Вікіпедії, щоб бути здатним « не лише підтримувати сервери, а й оплачувати покращення академічного змісту».

### Медіа
Москіні виступала за розширення економічних прав та можливостей жінок за допомогою технологій, коментувала та писала на тему цифрового переходу на роботу. У 2019 році LinkedIn назвала її впливовою особою соціальної мережі.

#### Колумністика
Москіні є оглядачкою іспанської газети La Vanguardia, де пише про маркетинг та рекламу в Інтернеті, а також для Voxxi, El Universal та Thrive Global. Москіні заявила, що Вікімедіа має продавати рекламу у Вікіпедії:
«Вони повинні думати про рекламу не як про вторгнення, а як про спосіб фінансування не тільки серверів, але і поліпшення академічного контенту».